# Pákistánské národní muzeum
Pákistánské národní muzeum (قومی عجائب گھر پاکِستان) je muzeum v pákistánském Karáčí. Vzniklo v roce 1950 jako nástupce předchozího Viktoriina muzea (Victoria Museum). To založil Artur Sasko-Koburský roku 1887. Do současné budovy se muzeum přestěhovalo roku 1970. Jeho hlavním cílem je sbírání, prezentace a konzervace artefaktů pákistánské kulturní historie.

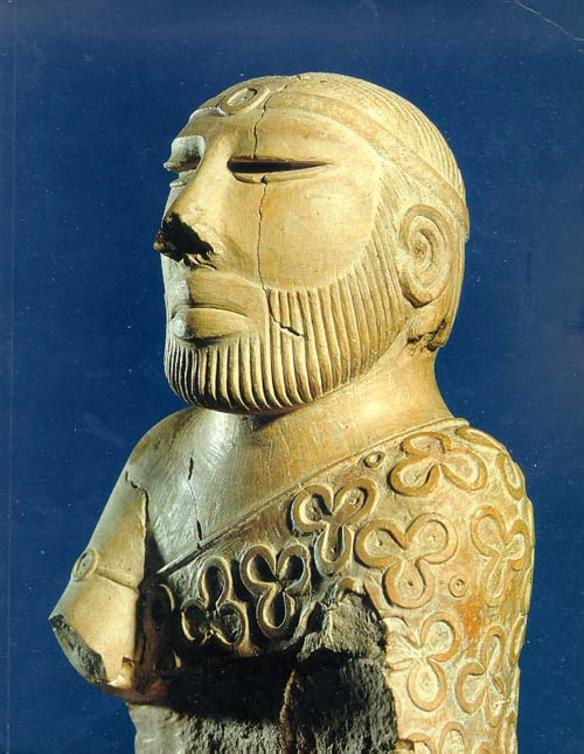
Kněz-král, civilizace údolí Indu, 2400–1900 př. n. l.; výška 17.5 cm

Sbírky jsou rozděleny do 11 tematických galerií. Významná je sbírka artefaktů z vykopávek v Mohendžodaru.